# 古無舌上音
古無舌上音（こぶぜつじょうおん）または無舌上音説とは、中古中国語の音韻体系（中古音）における舌上音（そり舌破裂音）は、上古中国語の音韻体系（上古音）には存在せず、舌頭音（歯茎破裂音）として発音されていたという説である。清代の銭大昕（1728年 - 1804年）によって初めて提唱された。

## 概要
隋の601年に編纂された韻書『切韻』や宋代に編纂された韻図『韻鏡』に代表される中古中国語の音韻体系（中古音）において、舌音には舌頭音（歯茎破裂音・鼻音）と舌上音（そり舌破裂音・鼻音）の2種類の系列が存在した。
|        | 清 （無声無気音） | 次清 （無声有気音） | 濁 （有声音） | 清濁 （鼻音） |
| ------ | ----------------- | ------------------- | ------------- | ------------- |
| 舌頭音 | 端母 /t/          | 透母 /tʰ/           | 定母 /d/      | 泥母 /n/      |
| 舌上音 | 知母 /ʈ/          | 徹母 /ʈʰ/           | 澄母 /ɖ/      | 嬢母 /ɳ/      |

清代の銭大昕は『十駕斎養新録・巻五・舌音類隔之説不可信』において、舌頭音と舌上音の関連を示す古い反切音注資料、諧声関係、異文（伝写により字が異なること）・通仮字の例を収集し、「古無舌頭、舌上之分，知、徹、澄三母，以今音讀之，與照、穿、床無別也，求之古音，則與端、透、定無異」（かつて舌頭音と舌上音は区別が無く、知・徹・澄の三声母は…上古音では端・透・定の三声母と違いはなかった）と述べた。なお、銭大昕より前にも古無舌上音説に言及する研究者は何人かいたが、それらは具体的な証拠が示されないか少数の方言音に言及する程度に留まっていた。また、銭大昕は鼻音（嬢母）については言及しておらず、その点については後に章太炎によって補完された。
19世紀末から20世紀にかけてより現代的な歴史言語学の手法が中国語に適用されると、古無舌上音説はカールグレン・董同龢・王力など当時の多くの研究者に受け入れられた。
1960年代にプーリーブランクによって、上古漢語の介音 *-r- （当初は *-l- を提案していたが後に修正）が先行する頭子音を舌頭音から舌上音に変化させたという説が提唱された。この説は李方桂・スタロスティン・バクスターなどの20世紀後半の上古音の研究者に広く受け入れられ、今日では定説となっている。

## 古無舌上音説の証拠

### 古い反切・音注
後漢の許慎による『説文解字』では、「読若○」という形で、ある文字の読みを同じか似た読みを持つ別の文字で示していることがある。銭大昕は、『説文解字』の「沖」字の項目に「読若動」と記されている、すなわち舌上音の文字の読みが舌頭音の文字で示されている例を挙げている。
魏晋南北朝時代の反切資料では舌頭音と舌上音はしばしば区別されていない。『切韻』に引用されている反切でも、例えば舌上音の「貯」や「罩」の反切上字に舌頭音の「丁」や「都」が用いられている。

### 異文・通仮字
『尚書・禹貢』の「大野既猪」という句の「猪」（舌上音）に対して、『史記・夏本紀』は「大野既都」と「都」（舌頭音）の文字を用いている。このような例は非常に多く、銭大昕が列挙した証拠の多くを占めている。

### 声訓
漢代の声訓では、舌頭音と舌上音の接触が多く見られる。例えば、『説文解字』の「田」字（舌頭音）の項目には「陳也」とあり、舌上音の似た読みを持つ文字で意味が説明されている。

### 諧声関係
舌上音と舌頭音にまたがる諧声系列は非常に多い。
|    | 舌頭音 | 舌頭音 | 舌頭音 | 舌上音 | 舌上音 | 舌上音 |
|    | 端母   | 透母   | 定母   | 知母   | 徹母   | 澄母   |
| -- | ------ | ------ | ------ | ------ | ------ | ------ |
| 者 | 都     |        | 屠     | 猪     | 楮     | 著     |
| 登 | 登     | 鼟     | 鄧     | 㡧     | 僜     | 澄     |
| 丁 | 丁     | 町     | 訂     | 朾     | 䟓     | 盯     |

### 方言
閩語は、中古漢語の舌上音の単語に対して古い発音を維持しており、舌頭音同様に歯茎破裂音として発音する。
| 方言           | 罩（知二） | 茶（澄二） | 昼（知三） | 趁（徹三） | 直（澄三） |
| -------------- | ---------- | ---------- | ---------- | ---------- | ---------- |
| 福州語         | [tau]      | [ta]       | [tau]      | [tʰeiŋ]    | [tiʔ]      |
| 建甌語         | [tsau]     | [ta]       | [te]       | [tʰeiŋ]    | [tɛ]       |
| 廈門語         | [ta]       | [te]       | [tau]      | [tʰan]     | [tit]      |
| 台湾語台北方言 | [ta]       | [te]       | [tau]      | [tʰan]     | [tit]      |
| 潮州語         | [ta]       | [te]       | [tau]      | [tʰaŋ]     | [tik]      |
| 海口語         | [ʔda]      | [ʔdɛ]      | [ʔdau]     | [haŋ]      | [ʔdit]     |

### 音韻体系における分布
舌頭音と舌上音は韻母に関して相補的な分布を示しており、基本的に、舌頭音は中古漢語の一・四等韻としか共起せず、舌上音は中古漢語の二・三等韻としか共起しない。例外は『切韻』では「打」と「地」のみであり、どちらも舌頭音かつ二等韻である（ただし四等韻の又音を持つ）。青年文法学派の枠組みから言って、このことはかつての舌頭音が特定の音韻環境を条件として舌上音に変化したことを示している。